# Nguyễn Linh Na
Nguyễn Linh Na (sinh năm 1997 tại Hòa Bình) là một vận động viên, tuyển thủ quốc gia Việt Nam bộ môn điền kinh. Năm 2022, cô là đại diện của Đội tuyển điền kinh quốc gia Việt Nam tranh tài tại SEA Games 31 và giành huy chương vàng nội dung cá nhân 7 môn phối hợp nữ. Với thành tích 5.415 điểm chung cuộc, cô đã phá vỡ kỷ lục quốc gia tồn tại 17 năm của vận động viên Nguyễn Thị Thu Cúc xác lập tại SEA Games 23. Cô được mệnh danh là bông hồng thép của điền kinh Việt Nam.
Nguyễn Linh Na là người dân tộc Mường.